# Chroma Key
Chroma Key est un groupe fondé par Kevin Moore en 1995 officiant dans la musique électronique et progressive calme. Le groupe est composé également de Mark Zonder, Jason Anderson et Joey Vera.

## Discographie

### Album
- 1998 : Dead Air For Radios
- 2000 : You Go Now
- 2004 : Graveyaed Mountain Home

### Single
- 1999 : 1999

## liens
site officiel : www.chromakey.com